# Khướu bạc má
Pterorhinus chinensis là một loài chim trong họ Leiothrichidae.